# یواس‌اس هاوارد (دی‌دی-۱۷۹)
یواس‌اس هاوارد (دی‌دی-۱۷۹) (به انگلیسی: USS Howard (DD-179)) یک کشتی بود که طول آن ۹۵٫۸۳ متر (۳۱۴٫۴ فوت) بود. این کشتی در سال ۱۹۱۹ ساخته شد.